# NGC 6606
NGC 6606 (другие обозначения — UGC 11174, MCG 7-37-25, ZWG 227.21, PGC 61633) — спиральная галактика (Sb) в созвездии Лира.
Этот объект входит в число перечисленных в оригинальной редакции «Нового общего каталога».